# Beaconsfield (Iowa)
Beaconsfield es una ciudad situada en el condado de Ringgold, en el estado de Iowa, Estados Unidos. Según el censo de 2000 tenía una población de 11 habitantes.

## Geografía
Según la Oficina del Censo de los Estados Unidos, la localidad tiene un área total de 1,87 km², la totalidad de los cuales corresponden a tierra firme.

## Demografía
Según el censo de 2000, había 11 personas, 7 hogares y 3 familias residiendo en la localidad. La densidad de población era de 5,89 hab./km². Había 13 viviendas con una densidad media de 7,0 viviendas/km². El 100,00% de los habitantes eran blancos. 
Según el censo, de los 7 hogares, no había ninguno con menores de 18 años, el 57,1% pertenecía a parejas casadas y el 42,9% no eran familias. El 42,9% de los hogares estaba compuesto por un único individuo mayor de 65 años viviendo solo. El tamaño promedio de los hogares era de 1,57 personas, y el de las familias de 2,00.
La población estaba distribuida en un 9,1% de 45 a 64 años y un 90,9% de 65 años o mayores. La media de edad era 70 años. Por cada 100 mujeres había 57,1 hombres. Por cada 100 mujeres de 18 años o más, había 57,1 hombres.
Los ingresos medios por hogar en la localidad eran de 10.833 dólares ($), y los ingresos medios por familia eran 11.667 $. La renta per cápita para la ciudad era de 5.990 $. El 20,0% de la población estaba por debajo del umbral de pobreza en su totalidad, los habitantes de 65 años o más.